# 盖-吕萨克湾
盖-吕萨克湾(拉丁名:"Sinus Gay-Lussac")是雨海中的一座月湾，是雨海突入到喀尔巴仟山脉盖-吕萨克陨坑西北的一部分。月湾中分布有一些可能形成于哥白尼纪的次级坑，其中一座类似一只小蝌蚪。

## 名称来源
盖-吕萨克湾一名首次由"克里格"(Krieger)和"凯尼格"(Koenig)提出，并在1935年"布莱格"和"穆勒"发表的国际天文联合会正式月表对象中，被列为第1440号。
1961年它被从杰拉德·彼得·柯伊伯发表的最新月名术语中排除。